# Listă de filme braziliene din 2013
Aceasta este o listă de filme braziliene din 2013:

## Filme cu cele mai mari încasări
Aceasta este o listă de 10 filme braziliene din 2013 cu cele mai mari încasări.
| #  | Film                      | Audiență  | Box office    |
| -- | ------------------------- | --------- | ------------- |
| 1  | Minha Mãe é uma Peça      | 4,600,145 | R$ 49,533,218 |
| 2  | Vai que Dá Certo          | 2,729,340 | R$ 28,990,665 |
| 3  | Meu Passado Me Condena    | 1,985,093 | R$ 21,742,484 |
| 4  | Somos tão Jovens          | 1,715,763 | R$ 18,253,649 |
| 5  | Faroeste Caboclo          | 1,469,743 | R$ 15,559,965 |
| 6  | O Concurso                | 1,320,102 | R$ 14,125,213 |
| 7  | Mato Sem Cachorro         | 1,130,367 | R$ 11,554,297 |
| 8  | O Tempo e o Vento         | 705,092   | R$ 7,656,266  |
| 9  | Odeio o Dia dos Namorados | 457,523   | R$ 4,492,895  |
| 10 | Cine Holliúdy             | 451,127   | R$ 4,608,633  |

## Ianuarie – Martie
| Premiera | Film | Regizor                               | Distribuție                    | Gen                                                                                              |             |
| -------- | ---- | ------------------------------------- | ------------------------------ | ------------------------------------------------------------------------------------------------ | ----------- |
| I A N    | 4    | Na Carne e na Alma                    | Alberto Salvá                  | Karan Machado, Raquel Maia, Luciano Moreira, Henrique Pires, Priscilla Rozenbaum, Regina Sampaio | Drama       |
| I A N    | 4    | Neighbouring Sounds                   | Kleber Mendonça Filho          | Irandhir Santos, Gustavo Jahn, Maeve Jinkings                                                    | Drama       |
| I A N    | 25   | País do Desejo                        | Paulo Caldas                   | Fábio Assunção, Gabriel Braga Nunes, Nicolau Breyner, Germano Haiut, Maria Padilha               | Drama       |
| F E B    | 1    | Jorge Mautner - O Filho do Holocausto | Pedro Bial, Heitor D'Alincourt | Gilberto Gil, Nelson Jacobina, Jorge Mautner, Caetano Veloso                                     | Documentary |
| F E B    | 8    | A Luz do Tom                          | Nelson Pereira dos Santos      |                                                                                                  | Documentary |
| F E B    | 8    | Tainá 3: The Origin                   | Rosane Svartman                | Wiranu Tembé, Mayara Bentes, Guilherme Berenguer, Leon Goes, Gracindo Júnior, Nuno Leal Maia     | Adventure   |
| F E B    | 22   | Secrets of the Tribe                  | José Padilha                   | Robert Borofdsky, Jesus Carsozo, Napoleon A. Chagnon, Marie Isabel Eguillor, Brian Ferguson      | Documentary |
| M A R    | 1    | Buddies                               | Marcelo Galvão                 | Ariel Goldenberg, Rita Pokk, Breno Viola, Lima Duarte, Rui Unas, Deto Montenegro                 | Comedy      |
| M A R    | 15   | Father's Chair                        | Luciano Moura                  | Wagner Moura, Lima Duarte, Mariana Lima, Brás Antunes                                            | Drama       |
| M A R    | 15   | Francisco Brennand                    | Mariana Brennand Fortes        | Francisco Brennand, Hermila Guedes                                                               | Documentary |
| M A R    | 15   | Super Nada                            | Rubens Rewald                  | Marat Descartes, Renata Jesion, Cristiano Karnas, Clarissa Kiste, Jair Rodrigues                 | Comedy      |
| M A R    | 22   | Rânia                                 | Roberta Marques                | Rob Das, Graziela Felix, Mariana Lima, Nataly Rocha, Paulo José                                  | Drama       |
| M A R    | 22   | Vai que Dá Certo                      | Mauricio Farias                | Gregório Duvivier, Bruno Mazzeo, Danton Mello, Natália Lage, Fábio Porchat                       | Comedy      |
| M A R    | 29   | O Dia que Durou 21 Anos               | Camilo Tavares                 |                                                                                                  | Documentary |

## Aprilie – Iunie
| Premiera | Film                 | Regizor                               | Distribuție                                                                                        | Gen |                 |
| -------- | -------------------- | ------------------------------------- | -------------------------------------------------------------------------------------------------- | --- | --------------- |
| A P R    | 5                    | Rio 2096: A Story of Love and Fury    | Luiz Bolognesi                                                                                     | Selton Mello, Camila Pitanga, Rodrigo Santoro, Benvindo Sequeira                                                                                               | Animated, Drama |
| A P R    | 8                    | Mulheres Africanas – A Rede Invisível | Carlos Nascimbeni                                                                                  | Zezé Motta (Narrator), Nadine Gordimer, Graça Machel, Luisa Diogo                                                                                              | Documentary     |
| A P R    | 12                   | Open Road                             | Marcio Garcia                                                                                      | Camilla Belle, Andy Garcia, Juliette Lewis, John Savage, Michael King                                                                                          | Drama           |
| A P R    | 19                   | Coração do Brasil                     | Daniel Solá Santiago                                                                               | | Documentary     |
| A P R    | 19                   | Hoje                                  | Tata Amaral                                                                                        | Denise Fraga, César Troncoso, João Baldasserini, Lorena Lobato, Cláudia Assunção, Pedro Abhull                                                                 | Drama           |
| A P R    | 26                   | Margaret Mee and the Moonflower       | Malu De Martino                                                                                    | Patrícia Pillar (Narrator) | Documentary     |
| A P R    | 26                   | The Silver Cliff                      | Karim Aïnouz                                                                                       | Alessandra Negrini, Camila Amado, Luisa Arraes, Milton Gonçalves, Sérgio Guizé, Thiago Martins, Otto Jr., Carla Ribas                                          | Drama           |
| M A I    | 3                    | Paulo Moura - Alma Brasileira         | Eduardo Escorel                                                                                    | Paulo Moura | Documentary     |
| M A I    | 3                    | Somos tão Jovens                      | Antônio Carlos da Fontoura                                                                         | Thiago Mendonça, Sandra Corveloni, Marcos Breda, Bianca Comparato, Laila Zaid, Bruno Torres, Henrique Pires                                                    | Drama           |
| M A I    | 10                   | Cores                                 | Francisco Garcia                                                                                   | Acauã Sol, Simone Iliescu, Pedro di Pietro | Drama           |
| M A I    | 10                   | Elena                                 | Petra Costa                                                                                        | Elena Andrade, Li An, Petra Costa | Documentary     |
| M A I    | 30                   | Faroeste Caboclo                      | René Sampaio                                                                                       | Fabrício Boliveira, César Troncoso, Isis Valverde, Antonio Calloni, Alex Sander, Marcos Paulo, Cinara Leal, Giuliano Manfredini, Felipe Abib, Rodrigo Pandolfo | Drama           |
| M A I    | 31                   | Réquiem para Laura Martin             | Luiz Rangel, Paulo Duarte                                                                          | Anselmo Vasconcellos, Claudia Alencar, Ana Paula Serpa | Drama           |
| I U N    | 7                    | The Hyperwomen                        | Carlos Fausto, Leonardo Sette, Takumã Kuikuro                                                      | | Documentar      |
| I U N    | 7                    | Mundo Invisível                       | Diferiți                                                                                           | Diferiți | Drama           |
| I U N    | 7                    | Odeio o Dia dos Namorados             | Roberto Santucci                                                                                   | Heloísa Périssé, Daniel Boaventura, Danielle Winits, Marcelo Saback, MV Bill, Toni Tornado, Fernando Caruso, Daniele Valente                                   | Comedy          |
| I U N    | 14                   | A Memória que Me Contam               | Lúcia Murat                                                                                        | Irene Ravache, Franco Nero, Simone Spoladore, Otávio Augusto, Zecarlos Machado, Miguel Thiré, Fernando Bezerra, Natália Lorda                                  | Drama           |
| I U N    | 14                   | Noites de Reis                        | Vinicius Reis                                                                                      | Bianca Byington, Enrique Díaz, Raquel Bonfante, Flavio Bauraqui, Luciana Bezerra                                                                               | Drama           |
| I U N    | 21                   |                                       | | |                 |
| I U N    | Jards                | Eryk Rocha                            | Jards Macalé, Adriana Calcanhoto, Luiz Melodia, Ava Rocha                                          | Documentary |                 |
| I U N    | Minha Mãe é uma Peça | André Pellenz                         | Paulo Gustavo, Marieta Severo, Ingrid Guimarães, Heloísa Périssé, Fábio Porchat, Gregório Duvivier | Comedy |                 |

## Iulie – Septembrie
| Premiera | Film                       | Regizor                                                   | Distribuție                                                                        | Gen                                                              |             |
| -------- | -------------------------- | --------------------------------------------------------- | ---------------------------------------------------------------------------------- | ---------------------------------------------------------------- | ----------- |
| I U L    | 5                          | Dossiê Jango                                              | Paulo Henrique Fontenelle                                                          |                                                                  | Documentary |
| I U L    | 12                         | A cidade é uma só?                                        | Adirley Queirós                                                                    |                                                                  | Documentary |
| I U L    | 19                         | O concurso                                                | Pedro Vasconcelos                                                                  | Danton Mello, Fábio Porchat, Rodrigo Pandolfo, Anderson Di Rizzi | Comedy      |
| I U L    | 19                         | Kátia                                                     | Karla Holanda                                                                      |                                                                  | Documentary |
| A U G    | 2                          | Chamada a cobrar                                          | Anna Muylaert                                                                      | Beth Dorgam, Pierre Santos, Débora Ivanov, Gabriel Lacerda       | Thriller    |
| A U G    | 2                          | Na quadrada das águas perdidas                            | Wagner Miranda, Marcos Carvalho                                                    | Matheus Nachtergaele                                             | Drama       |
| A U G    | 2                          | Tabu                                                      | Miguel Gomes                                                                       | Teresa Madruga, Laura Soveral, Ana Moreira                       | Drama       |
| A U G    | 9                          |                                                           |                                                                                    |                                                                  |             |
| A U G    | Carreras                   | Salete Machado                                            | Jackson Antunes, Talício Sirino, Diego Kozievitch                                  | Drama                                                            |             |
| A U G    | Cine Holliúdy              | Halder Gomes                                              | Edmilson Filho, Miriam Freeland, Roberto Bomtempo, Falcão, Marcio Greyck           | Comedy                                                           |             |
| A U G    | As horas vulgares          | Rodrigo de Oliveira, Victor Graize                        | João Gabriel Vasconcellos, Romulo Braga, Higor Campagnaro, Tayana Dantas           | Drama                                                            |             |
| A U G    | O renascimento do parto    | Eduardo Chauvet, Érica de Paula                           |                                                                                    | Documentary                                                      |             |
| A U G    | Sorria, você está na Barra | Izabel Jaguaribe                                          |                                                                                    | Documentary                                                      |             |
| A U G    | Vendo ou alugo             | Betse de Paula                                            | Marieta Severo, Marcos Palmeira, Nathalia Timberg, Silvia Buarque, Antonio Pitanga | Comedy                                                           |             |
| A U G    | 16                         |                                                           |                                                                                    |                                                                  |             |
| A U G    | Reaching for the Moon      | Bruno Barreto                                             | Glória Pires, Miranda Otto, Tracy Middendorf                                       | Drama                                                            |             |
| A U G    | Por que você partiu?       | Eric Belhassen                                            |                                                                                    | Documentary                                                      |             |
| A U G    | 23                         |                                                           |                                                                                    |                                                                  |             |
| A U G    | A alma da gente            | Helena Solberg, David Meyer                               |                                                                                    | Documentary                                                      |             |
| A U G    | Cuica de Santo Amaro       | Josias Pires, Joel de Almeida                             |                                                                                    | Documentary                                                      |             |
| A U G    | Repare bem                 | Maria de Medeiros                                         |                                                                                    | Documentary                                                      |             |
| A U G    | La suerte en tus manos     | Daniel Burman                                             | Norma Aleandro, Jorge Drexler, Valeria Bertuccelli, Gabriel Schultz                | Drama                                                            |             |
| A U G    | 30                         |                                                           |                                                                                    |                                                                  |             |
| A U G    | Boa sorte, meu amor        | Daniel Aragão                                             |                                                                                    | Drama                                                            |             |
| A U G    | No lugar errado            | Guto Parente, Luiz Pretti, Pedro Giogenes, Ricardo Pretti | Márcio Minervino, Micheli Santini, Rodrigo Fischer, Súlian Princivalli             | Drama                                                            |             |
| A U G    | Se Puder... Dirija!        | Paulo Fontenelle                                          | Luiz Fernando Guimarães, Lavínia Vlasak, Leandro Hassum, Barbara Paz               | Comedy                                                           |             |